# Warmte-isolatie

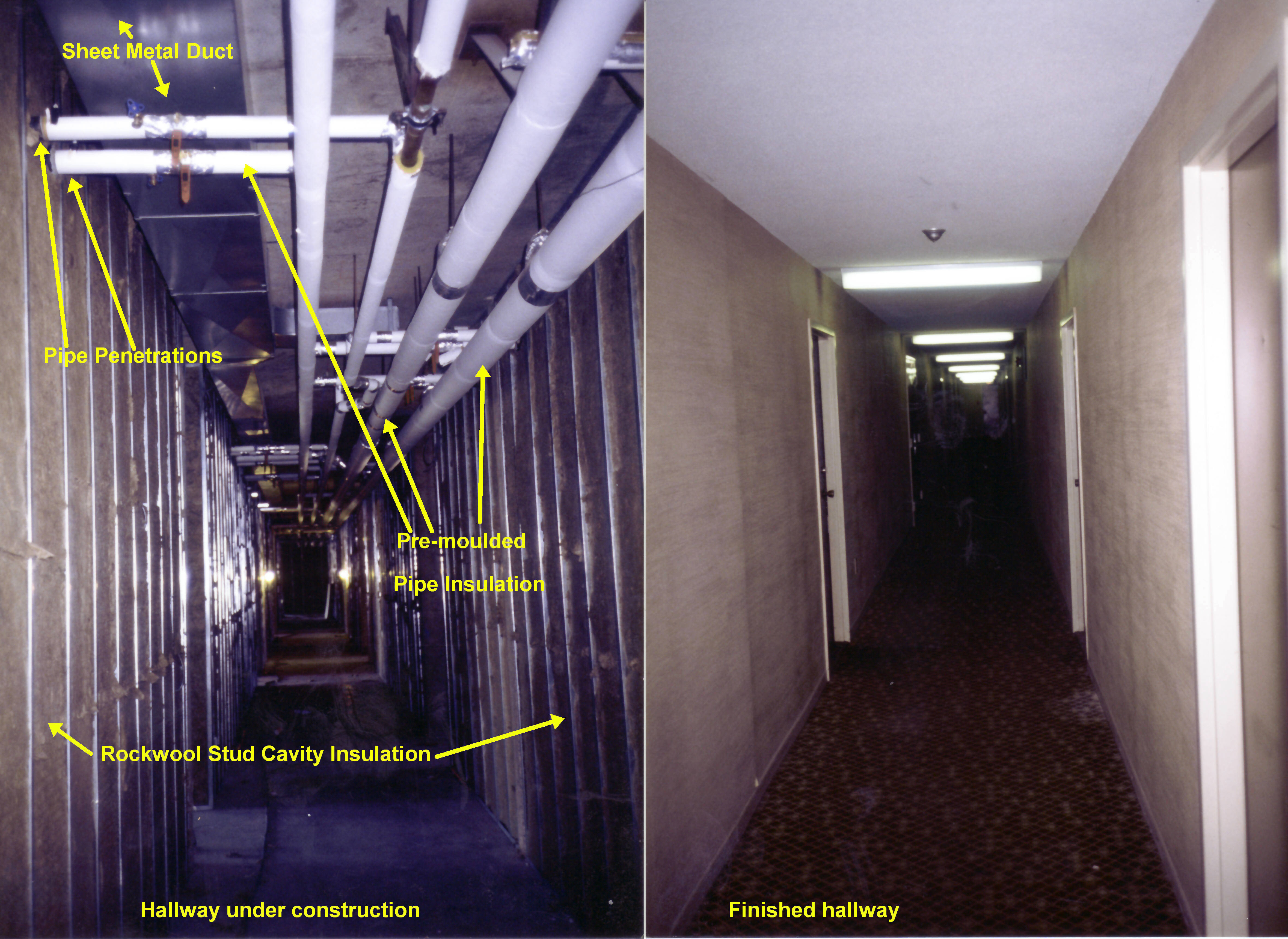
Isolatie

Warmte-isolatie of thermische isolatie is een eigenschap van materialen en constructies. Een sterke isolatie vermindert de overdracht van thermische energie (warmte) tussen de twee zijden van het materiaal of de constructie.

## Isoleren van leefruimten

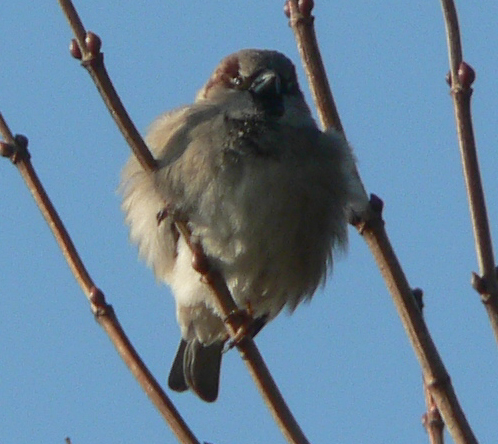
Dieren zetten hun haren of veren rechtop om de isolatiewaarde te verhogen.

Op de meeste plaatsen in de wereld is de warmte van de zon en de inwendige warmteproductie (van elektrische apparaten) onvoldoende om het hele jaar door in de leefruimten een aangename binnentemperatuur te bereiken: er is verwarming nodig. Indien de binnentemperatuur hoger is dan de buitentemperatuur ontstaat volgens de wetten van Fourier energietransport door de schil van een gebouw (muur, dak, vloer). Om de temperatuur constant te houden, moet de verloren gegane energie weer toegevoegd worden. In een Nederlandse (ongeïsoleerde) doorsnee woning bestaat 75% van het totale energieverbruik uit verwarming.
De meestvoorkomende beweegreden om te isoleren zijn energiebesparing en comfortverhoging. Het binnenoppervlak van de thermische schil (de muren die de overgang vormen tussen het comfortabele binnenmilieu en buiten) van een geïsoleerde woning voelt warmer aan dan bij een ongeïsoleerde woning.
Door isolatie wordt veelal ook de damp-huishouding in de wand veranderd: de damp wordt minder snel naar buiten afgegeven en kan in de wand, in het isolatiemateriaal, condenseren en vochtproblemen veroorzaken. De oplossing bestaat uit het veranderen van de wandopbouw, zodat minder waterdamp aan de warme kant in de wand komt dan dat aan de koude kant kan worden afgegeven. Hiertoe kunnen dampdichte of dampremmende folies aan de warme kant worden aangebracht, of men kiest de bouwmaterialen zorgvuldig op basis van hun dampweerstand. Hierbij moet rekening gehouden worden met de verwachte relatieve luchtvochtigheid, binnen en buiten.

## Normen
In vele landen dienen nieuwbouwwoningen volgens bepaalde normen geïsoleerd te zijn, in Vlaanderen onder andere:
- het Vlaams Isolatiedecreet (1991), met eisen omtrent de U-waarde en het K-peil;
- het Vlaams Decreet Energieprestatie en Binnenklimaat (2006), met (strengere) eisen omtrent U-waarde, K-peil, Energieprestatie-peil, Ventilatie en comfort.
- het Nederlandse Bouwbesluit legt minimale eisen vast voor de verschillende bouwdelen.

## Fysische principes
In bouwwerken treden meerdere typen warmtetransport op:
- door warmtegeleiding;
- door convectie of luchtstroming;
- door straling;

Daarnaast kan warmtetransport ontstaan door verdamping en condensatie. Hierbij wordt plaatselijk warmte onttrokken door verdamping, op een andere plaats kan die warmte bij het condenseren weer vrijkomen. Tevens is bij gebouwen ventilatie een factor.
In vaste stoffen zoals muren en isolatiematerialen vindt uitsluitend warmtetransport plaats ten gevolge van geleiding. Bij convectie vindt het warmtetransport plaats door middel van een stromend medium (bijvoorbeeld opstijgende warme lucht boven een radiator). Warmtetransport door straling kan zonder transportmedium plaatsvinden en gebeurt door elektromagnetische straling. Een voorbeeld hiervan is de energie van de zon die de aarde bereikt.

### Factoren
- U-waarde
- R-waarde
- K-peil
- Energieprestatiecoëfficiënt
- Lambdawaarde (warmtegeleidingscoëfficiënt)

### Structuurisolatie
Veel isolatiematerialen bestaan voor het grootste gedeelte uit lucht. Lucht is een goede isolator (warmtegeleiding erdoor gaat moeilijk) zolang die niet kan bewegen. Poreuze materialen zoals vezelmatten of polyurethaanschuim bevatten een groot volume aan stilstaande lucht.
Vacuüm getrokken isolatie (VIP) isoleert nog veel beter, de enige warmtegeleiding kan nog plaatsvinden door het steunmateriaal in het luchtledige. Bouwtechnisch is het materiaal moeilijker te verwerken, doordat het kleinste lek het isolatie-effect teniet doet. Deze isolatiematerialen hebben een lambdawaarde die 10 keer lager is dan bijvoorbeeld PUR, waardoor voor dezelfde isolatie waarde 10 keer minder dikte nodig is. Dit soort isolatie is uiteraard volledig dampdicht.
In spouwmuren en in ramen kunnen stralingsreflecterende lagen aangebracht worden; deze reduceren het warmtetransport door straling.
Traditioneel werden vensters dubbel uitgevoerd. Tussen de twee glaslagen komt de lucht nauwelijks in beweging als die zich niet meer dan een centimeter of vijf uit elkaar bevinden. Sinds het einde van de twintigste eeuw wordt doorgaans een hogere isolatiewaarde gewenst dan dat zo kan worden bereikt. Toevoeging van een derde - dunne - glaslaag in het midden, reflecterende lagen en gebruik van argon in plaats van lucht kunnen de isolatiewaarde verder verhogen.

## Isolatiematerialen
isolerende steen
Bijvoorbeeld: cellenbeton, isolerende baksteen en schuimglas isolatiesteen;
natuurlijke isolatiematerialen
Onder meer:
- kurk
- cellulosevlokken of papiervezels (cellulose)
- houtwol, houtvezelmat, houtvezelplaat
- vezelmatten van b.v. vlas, hennep of katoen
- strobalen
- schapenwol
- schelpen

Om de eigenschappen bij het verwerken of de levensduur te verbeteren, worden natuurlijke materialen soms verder behandeld of met synthetische materialen vermengd.
Isolatiemateriaal mag niet permanent vochtig zijn. Een zorgvuldige keus van bouwmateriaal met oog voor het waterdamptransport is nodig. Met onder meer borax kunnen materialen schimmelresistenter worden gemaakt. Isolatiematerialen op basis van natuurvezels zijn toepasbaar bij de renovatie van houten vloeren in oude huizen. Bij gebruik irriteren ze minder dan minerale vezels. Ook materialen van dierlijke oorsprong zoals wol kunnen worden gebruikt in binnenisolatie. Wol brandt en rot niet; tegen mot moet ze wel zijn behandeld. Kruipruimten kunnen ook met een laag schelpen worden geïsoleerd. In het verleden werd ook wel turf als materiaal voor isolatie gebruikt.
synthetische isolatiematerialen
- aerogel
- schuimbeton
- glasgranulaat (eventueel verdicht onder funderingen)
- minerale wol: glaswol of steenwol (in Vlaanderen rotswol genoemd)
- schuimglas (cellulair glas, foamglas)
- Perliet
- polystyreen: XPS (geëxtrudeerd polystyreen) en EPS (geëxpandeerd polystyreen; 'piepschuim')
- PUR (polyurethaan)
- PIR (polyisocyanuraat)
- resolhardschuim (PF)
- granulaat van geëxpandeerde klei[2]
- dubbelglas
- reflecterende (spectraal selectieve) glasfolie.
- folie meerlagig en met luchtspouw
- UF-schuim (ureumformaldehyde-schuim)

## Spouwisolatie
In Nederland en België was het een tijd lang gangbaar om bestaande spouwmuren met isolatiemateriaal op te vullen. De spouw is echter belangrijk om de natte (buiten)muur door luchtcirculatie in de spouw te laten drogen. De isolatie kan dan tot vochtproblemen leiden. Daarnaast is de spouw veelal te smal om voldoende isolering te bereiken.

## Brandveiligheid
Van veel isolatiematerialen is de brandveiligheid niet of niet openbaar bekend. De verwoesting door brand van de Londense Grenfelltoren in 2017 was te wijten aan de toepassing van brandbaar isolatiemateriaal waardoor de toren versneld vlam vatte. In Nederland worden door een normcommissie van het normalisatie instituut NEN normen opgesteld voor de brandveiligheid van isolatiemateriaal, maar in 2021 is deze commissie niet onafhankelijk gebleken en wordt deze ook beïnvloed door producenten van isolatiemateriaal.

## Milieu-impact
Met isolatiemateriaal is het veelal kunststof dat in het leefmilieu wordt ingebracht. Bij (na-)isoleren van bebouwing met piepschuimbolletjes (ook wel: 'EPS-parels') kunnen deze tijdens het aanbrengen ervan in het milieu terecht komen doordat ze ontsnappen via kieren. Het probleem van losrakend isolatiemateriaal doet zich overigens ook voor wanneer de spouw weer bloot komt te liggen zoals bijvoorbeeld bij latere vervanging van kozijnen.
Ook wordt het leefmilieu tussen de spouwmuren verrast door na-isolatie. Zij raken hun verblijf kwijt.
De opbrengst voor het buitenmilieu is dat er doorgaans minder gestookt hoeft te worden om de bebouwing te verwarmen, waardoor minder (al dan niet fossiel) brandstof benodigd is. (Het binnenmilieu dient daarentegen na aanbrengen van isolatie voortaan goed geventileerd te worden.)

## Gezondheid
Op 12 februari 2018 heeft minister Ollongren van het ministerie van BZK Kamervragen over de problematiek rond PUR als isolatiemateriaal beantwoord. Er is geen causale relatie vastgesteld tussen gespoten PURschuim en gezondheidsklachten. Het Expertise Centre Environmental Medicine, Rijnstate Ziekenhuis Arnhem, oordeelde dat vrijkomende stoffen uit het materiaal zowel bouwmedewerkers als bewoners kunnen schaden. Eind 2020 bracht de Gezondheidsraad het advies "Advies van de Gezondheidsraad over de invloed van gespoten PUR-schuim op bewoner" uit, waarin staat dat de gezondheidsrisico's samenhangen met een onveilige verwerking.
Na isolatie van bebouwing dient er extra geventileerd te worden voor een gezond inpandig leefklimaat. Een automatische ventilatie kan daarbij helpen.